# Salvatore Sirigu
Salvatore Sirigu (ur. 12 stycznia 1987 w Nuoro) – włoski piłkarz, występujący na pozycji bramkarza. We włoskim Palermo FC W latach 2010–2021 występował w reprezentacji Włoch.

## Kariera klubowa
Salvatore Sirigu jest wychowankiem klubu SSC Venezia. W 2005 trafił do US Palermo i po roku został włączony do jego seniorskiej kadry. Zadebiutował 8 listopada 2006 w przegranym 0:1 meczu Pucharu Włoch z Sampdorią. 23 listopada Sirigu wystąpił natomiast w przegranym 0:3 spotkaniu Pucharu UEFA przeciwko tureckiemu Fenerbahçe SK. Były to jedyne występy włoskiego zawodnika w sezonie 2006/2007. Po Alberto Fontanie i Federico Agliardim był on wówczas trzecim bramkarzem w swojej drużynie.
Sezon 2007/2008 Sirigu spędził na wypożyczeniu w Cremonese. Razem z nowym zespołem zajął drugie miejsce w grupie A rozgrywek Serie C1, jednak w barażach o awans do drugiej ligi Cremonese przegrało z Cittadellą. Sirigu wystąpił w 19 ligowych spotkaniach i wpuścił 22 gole. W pozostałych meczach bramki Cremonese bronił Giorgio Bianchi. Kolejne rozgrywki Sirigu spędził na wypożyczeniu w drugoligowej Anconie Calcio. W Serie B zanotował 15 występów, bowiem trenerzy Ancony – najpierw Júnior Costa, a następnie Francesco Monaco, do gry w bramce częściej wystawiali Sandro Salvioniego.
Latem 2009 Sirigu powrócił do US Palermo, gdzie po odejściu Marco Amelii do Genoi pierwszym bramkarzem stał się Rubinho. W Serie A Sirigu zadebiutował 27 września, w zremisowanym 1:1 spotkaniu szóstej kolejki z S.S. Lazio. Włoch dzięki wielu udanym interwencjom został uznany najlepszym zawodnikiem meczu. Następnie wystąpił w ligowym pojedynku z Juventusem, w którym zachował czyste konto, a Palermo zwyciężyło 2:0. Od tego czasu wychowanek Ancony stał się podstawowym bramkarzem swojej drużyny. 21 października działacze Palermo ogłosili, że Sirigu przedłużył kontrakt z klubem do 2011.
W lipcu 2011 przeszedł do Paris Saint-Germain F.C. Z tą drużyną zdobył mistrzostwo Francji w sezonie 2012/13, a także superpuchar Francji w 2013 roku. W klubie ze stolicy Francji grał do 2017 by następnie dołączyć do Torino FC. Łącznie dla klubu rozegrał 152 mecze, w których 42 razy udało mu się zachować czyste konta. Następnie grał on w Genoa CFC, SSC Napoli, ACF Fiorentina, OGC Nice, Fatih Karagümrük SK. Obecnie jest zawodnikiem Włoskiego Palermo FC występującego w Serie B.

## Kariera reprezentacyjna
Sirigu ma za sobą występy w młodzieżowych reprezentacjach Włoch. Grał w drużynach do lat 18, 19 i 21, dla których rozegrał łącznie 8 meczów. W zespole Under–21 zadebiutował 21 sierpnia 2007 w zwycięskim 1:0 spotkaniu przeciwko Francji. W 2009 Sirigu wziął udział w mistrzostwach Europy juniorów, na których Włosi dotarli do półfinału. Na turnieju bramkarz Palermo razem z Andreą Seculinem był rezerwowym dla Andrei Consigliego.
28 lutego 2010 Sirigu został powołany przez Marcello Lippiego do seniorskiej reprezentacji Włoch na pojedynek z Kamerunem, jednak nie doczekał się wówczas debiutu. Na początku maja znalazł się we wstępnej kadrze Włochów na Mistrzostwa Świata w RPA, jednak na mundial nie pojechał. W reprezentacji zadebiutował 10 sierpnia 2010 w przegranym 0:1 towarzyskim spotkaniu przeciwko WKS, będącym pierwszym meczem Włochów pod wodzą nowego selekcjonera Cesare Prandelliego. W 2012 r. został wicemistrzem Europy, choć ani razu nie pojawił się na boisku. w 2014 roku na mundialu w Brazylji rozegrał wygrany 2:1 mecz z Anglią. grał też na Mistrzostwa Europy w Piłce Nożnej 2016 w przegranym 1:0 meczu z Irlandią. Na euro 2020 w 88 min. meczu zmienił Donnarumme. w wygranym 1:0 meczu z Walią w fazie grupowej.

## Statystyki kariery
| Sezon   | Klub                     | Kraj      | Rozgrywki        | Mecze | Bramki | Rozgrywki Europy   | Mecze | Bramki |
| ------- | ------------------------ | --------- | ---------------- | ----- | ------ | ------------------ | ----- | ------ |
| 2006/07 | US Palermo               | Włochy    | Serie A          | 0     | 0      | Liga Europy UEFA   | 1     | 0      |
| 2007/08 | US Cremonese (wyp.)      | Włochy    | Serie C          | 22    | 0      | -                  | -     | -      |
| 2008/09 | Ancona Calcio (wyp.)     | Włochy    | Serie B          | 15    | 0      | -                  | -     | -      |
| 2009/10 | US Palermo               | Włochy    | Serie A          | 32    | 0      | -                  | -     | -      |
| 2010/11 | US Palermo               | Włochy    | Serie A          | 37    | 0      | Liga Europy UEFA   | 3     | 0      |
| 2011/12 | Paris Saint-Germain F.C. | Francja   | Ligue 1          | 38    | 0      | Liga Europy UEFA   | 1     | 0      |
| 2012/13 | Paris Saint-Germain F.C. | Francja   | Ligue 1          | 33    | 0      | Liga Mistrzów UEFA | 8     | 0      |
| 2013/14 | Paris Saint-Germain F.C. | Francja   | Ligue 1          | 37    | 0      | Liga Mistrzów UEFA | 10    | 0      |
| 2014/15 | Paris Saint-Germain F.C. | Francja   | Ligue 1          | 34    | 0      | Liga Mistrzów UEFA | 10    | 0      |
| 2015/16 | Paris Saint-Germain F.C. | Francja   | Ligue 1          | 4     | 0      | -                  | -     | -      |
| 2016/17 | Sevilla FC               | Hiszpania | Primera División | 2     | 0      | -                  | -     | -      |
| 2016/17 | CA Osasuna               | Hiszpania | Primera División | 18    | 0      | -                  | -     | -      |

Stan na: 28 maja 2017 r.